# Vietnamese schaakbond
De Vietnamese schaakbond is de overkoepelende sportbond in Vietnam voor het schaken, go en chinees schaken. De sportbond is gevestigd in quận Ba Đình in Hanoi. De president van de schaakbond is Nguyễn Hữu Luận.